# بلبل زرین بورویی
بلبل زرین بورویی (نام علمی: Hypsipetes mysticalis) گونه‌ای از پرندگان آوازخوان از تیرهٔ بلبلان و بومی جزیره بورو است. زیستگاه طبیعی آن جنگل‌های جلگه‌ای نمناک نیمه‌گرمسیری یا گرمسیری است.